# Katoïta
La katoïta és un mineral de la classe dels silicats, que pertany al grup estructural del granat. Va ser descoberta l'any 1982 a la pedrera Campomorto, Montalto di Castro, Província de Viterbo, Itàlia i va rebre el seu nom per part de E. Passaglia i R. Rinaldi en honor del japonès Akira Kato qui va ser president de la "Comissió de Nous Minerals, Nomenclatura i classificació" de l'Associació Mineralògica Internacional (IMA), (1975-1982).

## Característiques
La katoïta és un nesosilicat de fórmula química Ca₃Al₂(OH)₁₂ segons l'IMA. Cristal·litza en el sistema isomètric en cristalls octaèdrics típicament arrodonits de fins a 0,3 mm. És incolora i la seva duresa a l'escala de Mohs és de 5 a 6.
Segons la classificació de Nickel-Strunz, la katoïta pertany a «9.AD - Nesosilicats sense anions addicionals; cations en [6] i/o major coordinació» juntament amb els següents minerals: larnita, calcio-olivina, merwinita, bredigita, andradita, almandina, calderita, grossulària, henritermierita, hibschita, hidroandradita, goldmanita, kimzeyita, knorringita, majorita, morimotoïta, vogesita, schorlomita, spessartina, uvarovita, wadalita, holtstamita, kerimasita, toturita, momoiïta, eltyubyuïta, coffinita, hafnó, torita, thorogummita, zircó, stetindita, huttonita, tombarthita-(Y), eulitina i reidita.

## Hidrogrossulària
El terme hidrogrossulària fa referència a una sèrie de solució sòlida de granat de calci i alumini, Ca₃Al₂(SiO₄)3−x(OH)4x, en què l'hidròxid, OH-, va substituint els anions silicat, SiO₄. Els membres purs d'aquesta família són:
- Grossulària: x = 0
- Hibschita: 0.2 < x < 1.5 (mineral no reconegut per l'IMA)[2]
- Katoïta: 1.5 < x < 3.

La hidrogrossulària és una varietat de granat en què un Si4+ manca d'un lloc tetraèdric. La càrrega elèctrica es manté constant degut a l'enllaç d'un H+ a cadascun dels quatre oxigens que envolten el lloc vacant.
Algunes varietats dels minerals anomenats hidrogrossulària són de vegades fets servir com a gemmes. Existeixen jaciments d'hidrogrossulària verda i rosa a Sud-àfrica, el Canadà, i els Estats Units. Les varietats blanques provenen de Birmània i la Xina.

## Formació i jaciments
La katoïta es troba en cavitats minerals hidrotermals en el flux de lava fonolítica erupcionada a través de marga argilosa.
La katoïta només ha estat trobada a Europa i l'Orient Pròxim a les següents localitats: volcà Bellerberg, Renània-Palatinat i Maroldweisach, Bavària, Alemanya; Uzsa, Veszprém, i Dunadobagdány, Pest, Hongria; Negev i Districte del Sud, Israel; Pedrera Campomorto, Província de Viterbo, Itàlia; Skienn, Telemark, Noruega i la fromació Hatrurim, Cisjordània, Palestina.